# Campeonato Europeu Júnior de Natação de 2002
O Campeonato Europeu Júnior de Natação de 2002 foi a 29ª edição do evento organizado pela Liga Europeia de Natação (LEN). As provas ocorreram entre 11 e 14 de julho de 2002, sendo realizado em Linz na Áustria as provas de natação e em Genebra na Suíça as provas de saltos ornamentais. As provas de natação ocorreram de 10 a 14 de julho e as de saltos ornamentais de 11 a 14 de julho. Teve como destaque a Rússia com 21 medalhas de ouro.

## Participantes
- Natação: Feminino de 15 a 16 anos (1987 e 1986) e masculino de 17 a 18 anos (1985 e 1984).
- Saltos Ornamentais: Grupo A é composto por saltadores de 16, 17 e 18 anos (1986, 1985 e 1984), tanto masculino quanto feminino. Grupo B é composto por saltadores de 14 a 15 anos (1988 e 1987), tanto masculino quanto feminino.

## Medalhistas

### Natação
Os resultados foram os seguintes. 
Masculino
| Evento          | Ouro                                                                         | Ouro     | Prata                                                                              | Prata    | Bronze                                                                      | Bronze   |
| 50 m Livre      | Iugoslávia · Milorad Čavić                                                   | 22.74    | Suécia · Jonas Tilly                                                               | 23.06    | Finlândia · Matti Rajakylä                                                  | 23.33    |
| 100 m Livre     | França · Fabien Gilot                                                        | 50.47    | Iugoslávia · Milorad Čavić                                                         | 50.49    | Lituânia · Paulius Viktoravičius                                            | 50.84    |
| 200 m Livre     | Rússia · Jurij Prilukov                                                      | 1:50.26  | Rússia · Evgenij Nacvin                                                            | 1:52.27  | França · Fabien Gilot                                                       | 1:52.36  |
| 400 m Livre     | Rússia · Jurij Prilukov                                                      | 3:53.59  | Reino Unido · David Davies                                                         | 3:54.83  | Rússia · Evgenij Nacvin                                                     | 3:56.64  |
| 1500 m Livre    | Rússia · Jurij Prilukov                                                      | 15:14.85 | Polónia · Paweł Korzeniowski                                                       | 15:36.49 | Itália · Simone Della Valle                                                 | 15:36.51 |
| 50 m Costas     | Rússia · Arkadij Vjatčanin                                                   | 26.64    | Finlândia · Manu Mäntymäki                                                         | 26.65    | Alemanha · Dominik Keil                                                     | 26.73    |
| 100 m Costas    | Alemanha · Dominik Keil                                                      | 56.09    | Rússia · Arkadij Vjatčanin                                                         | 56.91    | Finlândia · Manu Mäntymäki                                                  | 57.18    |
| 200 m Costas    | Rússia · Arkadij Vjatčanin                                                   | 2:02.81  | Reino Unido · Ross Hughes                                                          | 2:03.42  | Alemanha · Helge Meeuw                                                      | 2:04.61  |
| 50 m Peito      | Itália · Alessandro Terrin                                                   | 29.11    | Suécia · Joakim Nielsen                                                            | 29.24    | Alemanha · Philipp Cool                                                     | 29.28    |
| 100 m Peito     | Alemanha · Philipp Cool                                                      | 1:03.25  | Suécia · Joakim Nielsen                                                            | 1:03.73  | Ucrânia · Igor Borisik                                                      | 1:04.13  |
| 200 m Peito     | Polónia · Lukasz Boral                                                       | 2:17.08  | Itália · Paolo Bossini                                                             | 2:17.82  | Portugal · Henrique Pereira Neiva                                           | 2:18.32  |
| 50 m Borboleta  | Croácia · Alexei Puninski                                                    | 24.57    | Rússia · Nikolaj Skvorcov Suécia · Tor Sundin                                      | 24.67    | Nenhum                                                                      |          |
| 100 m Borboleta | Ucrânia · Serhiy Advena                                                      | 53.76    | Iugoslávia · Milorad Čavić                                                         | 54.08    | Rússia · Nikolaj Skvorcov                                                   | 54.15    |
| 200 m Borboleta | Grécia · Ioannis Drymonakos                                                  | 1:59.25  | Polónia · Lukaz Drzewinski                                                         | 2:00.21  | Ucrânia · Serhiy Advena                                                     | 2:00.25  |
| 200 m Medley    | Rússia · Igor Berezutskiy                                                    | 2:03.65  | Rússia · Aleksej Zacepin                                                           | 2:04.92  | Itália · Andrea Savino                                                      | 2:05.35  |
| 400 m Medley    | Rússia · Igor Berezutskiy                                                    | 4:19.81  | Hungria · László Cseh                                                              | 4:20.24  | Grécia · Ioannis Drymonakos                                                 | 4:26.55  |
| 4x100 m Livre   | França · Antoine Galavtine · Grégory Mallet · Sebastien Bodet · Fabien Gilot | 3:24.12  | Alemanha · Axel Könneker · Johannes Dietrich · Gregor Fleischer · Helge Meeuw      | 3:26.30  | Suécia · Magnus Kjellberg · Jonas Tilly · Marcus Piehl · Rickard Piehl      | 3:26.91  |
| 4x200 m Livre   | Rússia · Aleksej Zacepin · Igor Berezutskiy · Evgenij Nacvin · Igor Prilukov | 7:28.25  | França · Sebastien Bodet · Guillaume Strohmeyer · Yoann Soldermann · Fabien Gilot  | 7:30.16  | Reino Unido · David Davies · Martin Webster · Paul Webster · Ross Davenport | 7:32.69  |
| 4x100 m Medley  | Alemanha · Dominik Keil · Philipp Cool · Johannes Dietrich · Helge Meeuw     | 3:44.99  | Rússia · Arkadij Vjatčanin · Andrei Grigoryev · Nikolaj Skvorcov · Aleksej Zacepin | 3:47.49  | Hungria · László Cseh · Gabor Financsek · Gergely Meszaros · Mate Bunda     | 3:48.31  |

Feminino
| Evento          | Ouro                                                                                  | Ouro    | Prata                                                                              | Prata   | Bronze                                                                             | Bronze  |
| 50 m Livre      | Alemanha · Daniela Götz                                                               | 25.76   | Polónia · Agata Korc                                                               | 25.86   | Alemanha · Nele Hofmann                                                            | 26.26   |
| 100 m Livre     | Alemanha · Nele Hofmann                                                               | 56.73   | Rússia · Regina Sych                                                               | 56.92   | Polónia · Agata Korc                                                               | 57.16   |
| 200 m Livre     | Rússia · Polina Šornikova                                                             | 2:02.40 | Rússia · Regina Sych                                                               | 2:03.55 | Itália · Silvia Pagliarini                                                         | 2:04.17 |
| 400 m Livre     | Rússia · Regina Sych                                                                  | 4:15.43 | Rússia · Polina Šornikova                                                          | 4:15.58 | Hungria · Krisztina Lipcsei                                                        | 4:19.25 |
| 800 m Livre     | Rússia · Yana Tolkacheva                                                              | 8:43.64 | Hungria · Réka Nagy                                                                | 8:43.71 | Reino Unido · Keri-Anne Payne                                                      | 8:44.47 |
| 50 m Costas     | Rússia · Stanislava Komarova                                                          | 29.34   | França · Laure Manaudou                                                            | 29.45   | Croácia · Sanja Jovanović                                                          | 29.68   |
| 100 m Costas    | França · Laure Manaudou                                                               | 1:01.88 | Rússia · Stanislava Komarova                                                       | 1:02.35 | Ucrânia · Iryna Amšennikova                                                        | 1:03.12 |
| 200 m Costas    | Rússia · Stanislava Komarova                                                          | 2:11.56 | Ucrânia · Iryna Amšennikova                                                        | 2:14.29 | Alemanha · Stephanie Backhaus                                                      | 2:17.81 |
| 50 m Peito      | Reino Unido · Kate Haywood                                                            | 32.54   | Eslovênia · Tamara Sambrailo                                                       | 32.62   | Chéquia · Petra Chocová                                                            | 32.64   |
| 100 m Peito     | Áustria · Mirna Jukić                                                                 | 1:09.91 | Chéquia · Petra Chocová                                                            | 1:10.83 | Reino Unido · Kate Haywood                                                         | 1:11.06 |
| 200 m Peito     | Áustria · Mirna Jukić                                                                 | 2:26.42 | Hungria · Diana Remenyi                                                            | 2:30.27 | Rússia · Ksenia Vereshchagina                                                      | 2:30.85 |
| 50 m Borboleta  | Rússia · Vasilisa Vladykina                                                           | 27.18   | Alemanha · Franziska Skrubel                                                       | 27.76   | Polónia · Agata Korc                                                               | 27.85   |
| 100 m Borboleta | Hungria · Kata Taray                                                                  | 1:02.19 | Hungria · Renata Papp                                                              | 1:02.53 | Itália · Elena Gemo                                                                | 1:02.67 |
| 200 m Borboleta | Hungria · Krisztina Lipcsei                                                           | 2:13.45 | Hungria · Renata Papp                                                              | 2:14.50 | Itália · Sabina Mussi                                                              | 2:17.18 |
| 200 m Medley    | Hungria · Diana Remenyi                                                               | 2:16.35 | França · Laure Manaudou                                                            | 2:17.03 | Rússia · Yana Tolkacheva                                                           | 2:17.16 |
| 400 m Medley    | Hungria · Diana Remenyi                                                               | 4:46.20 | Rússia · Yana Tolkacheva                                                           | 4:46.83 | Alemanha · Stephanie Hantke                                                        | 4:54.86 |
| 4x100 m Livre   | Alemanha · Nele Hofmann · Susanne Kranz · Katrin Dame · Daniela Götz                  | 3:48.96 | Rússia · Kira Volodina · Darya Belyakina · Elisaveta Reviakina · Vasilia Vladykina | 3:50.59 | Polónia · Paulina Barzycka · Aleksandra Urbańczyk · Katarzyna Staszak · Agata Korc | 3:51.31 |
| 4x200 m Livre   | Rússia · Kira Volodina · Polina Shornikova · Regina Sych · Yana Tolkacheva            | 8:14.59 | Itália · Renata Caleca · Silvia Florio · Silvia Pagliarini · Marina Suttora        | 8:17.38 | Reino Unido · Katherine Wyld · Laura Chase · Natalie Prince · Keri-Anne Payne      | 8:21.63 |
| 4x100 m Medley  | Rússia · Stanislava Komarova · Ksenia Vereshchagina · Vasilia Vladykina · Regina Sych | 4:12.41 | Alemanha · Julia Baum · Franziska Steinmetz · Franziska Skrubel · Nele Hofmann     | 4:15.07 | Hungria · Nikolett Szepesi · Diana Remenyu · Kata Taray · Renata Papp              | 4:16.44 |

### Saltos ornamentais

#### Grupo A
Masculino
| Evento                              | Ouro                                              | Ouro   | Prata                                        | Prata  | Bronze                                 | Bronze |
| Trampolim 1 m individual            | Espanha · Javier Illana                           | 448.10 | Ucrânia · Oleksandr Pidhorny                 | 442.85 | Itália · Michele Benedetti             | 412.95 |
| Trampolim 3 m individual            | Espanha · Javier Illana                           | 510.30 | Ucrânia · Oleksandr Pidhorny                 | 484.40 | Suécia · Mats Wiktorsson               | 473.45 |
| Trampolim 3 m sincronizado cat A +B | Rússia · Sergei Anikin · Gleb Sergeevič Gal'perin | 271.23 | Itália · Emanuele Marini · Michele Benedetti | 265.83 | Espanha · Javier Illana · Carlos Calvo | 242.94 |
| Plataforma 10 m individual          | Alemanha · Tony Adam                              | 503.45 | Reino Unido · Gareth Jones                   | 483.40 | Suécia · Mats Wiktorsson               | 452.60 |

Feminino
| Evento                              | Ouro                                        | Ouro   | Prata                                       | Prata  | Bronze                                          | Bronze |
| Trampolim 1 m individual            | Itália · Maria Marconi                      | 358.50 | Alemanha · Katja Dieckow                    | 357.40 | Bielorrússia · Nastassia Salivonchik            | 343.00 |
| Trampolim 3 m individual            | Itália · Maria Marconi                      | 429.10 | Bielorrússia · Nastassia Salivonchik        | 418.70 | Reino Unido · Emma Teather                      | 410.00 |
| Trampolim 3 m sincronizado cat A +B | Ucrânia · Olena Sidoruk · Khrystyna Iščenko | 236.16 | Alemanha · Nora Subschinski · Katja Dieckow | 232.98 | Rússia · Julija Ionova · Anastasija Pozdnjakova | 229.71 |
| Plataforma 10 m individual          | Reino Unido · Stacie Powell                 | 413.75 | Rússia · Julija Ionova                      | 368.65 | Itália · Annapaola Tocchio                      | 360.50 |

#### Grupo B
Masculino
| Evento                     | Ouro                                | Ouro   | Prata                             | Prata  | Bronze                         | Bronze |
| Trampolim 1 m individual   | Rússia · Oleg Aleksandrovič Vikulov | 337.30 | Reino Unido · Nick Robinson-Baker | 332.55 | Rússia · Sergei Nazin          | 327.50 |
| Trampolim 3 m individual   | Rússia · Oleg Aleksandrovič Vikulov | 411.25 | Itália · Francesco Dell'Uomo      | 378.60 | Ucrânia · Yevgeny Gorshkovozov | 368.45 |
| Plataforma 10 m individual | Bielorrússia · Vadzim Kaptur        | 329.80 | Rússia · Maksim Anciferov         | 324.05 | Roménia · Constantin Popovici  | 312.15 |

Feminino
| Evento                     | Ouro                       | Ouro   | Prata                       | Prata  | Bronze                     | Bronze |
| Trampolim 1 m individual   | Rússia · Nadežda Bažina    | 324.50 | Alemanha · Nora Subschinski | 312.85 | Rússia · Anna Loose        | 304.95 |
| Trampolim 3 m individual   | Rússia · Nadežda Bažina    | 345.45 | Ucrânia · Khrystyna Iščenko | 343.50 | Rússia · Alisa Bondarenko  | 331.65 |
| Plataforma 10 m individual | Reino Unido · Natalie Hill | 307.25 | Suécia · Elina Eggers       | 307.10 | Alemanha · Nora Suschinski | 305.95 |

## Quadro de medalhas
| Ordem | País         | Medalha de ouro | Medalha de prata | Medalha de bronze | Total |
| ----- | ------------ | --------------- | ---------------- | ----------------- | ----- |
| 1     | Rússia       | 21              | 13               | 8                 | 42    |
| 2     | Alemanha     | 7               | 6                | 7                 | 20    |
| 3     | Hungria      | 4               | 5                | 3                 | 12    |
| 4     | Itália       | 3               | 4                | 7                 | 14    |
| 5     | Reino Unido  | 3               | 4                | 5                 | 12    |
| 6     | França       | 3               | 3                | 1                 | 7     |
| 7     | Ucrânia      | 2               | 4                | 4                 | 10    |
| 8     | Espanha      | 2               | 0                | 1                 | 3     |
| 9     | Áustria      | 2               | 0                | 0                 | 2     |
| 10    | Polónia      | 1               | 3                | 3                 | 7     |
| 11    | Iugoslávia   | 1               | 2                | 0                 | 3     |
| 12    | Bielorrússia | 1               | 1                | 1                 | 3     |
| 13    | Grécia       | 1               | 0                | 1                 | 2     |
| 13    | Croácia      | 1               | 0                | 1                 | 2     |
| 15    | Suécia       | 0               | 5                | 3                 | 8     |
| 16    | Finlândia    | 0               | 1                | 2                 | 3     |
| 17    | Chéquia      | 0               | 1                | 1                 | 2     |
| 18    | Eslovênia    | 0               | 1                | 0                 | 1     |
| 19    | Lituânia     | 0               | 0                | 1                 | 1     |
| 19    | Roménia      | 0               | 0                | 1                 | 1     |
| 19    | Portugal     | 0               | 0                | 1                 | 1     |
| Total | Total        | 52              | 53               | 51                | 156   |

Legenda
| Recorde mundial       | Recorde mundial (World record)               |                       | Recorde africano                      | Recorde africano (African) |                                           | Q | Classificado por posição (Qualified) |
| Recorde do campeonato | Recorde do campeonato (Championship record)  | Recorde da América    | Recorde da América (Americas)         | q                          | Classificado por melhor tempo (Qualified) |   |                                      |
| Melhor marca do ano   | Melhor marca do ano (World leading)          | Recorde asiático      | Recorde asiático (Asian)              | DNS                        | Não largou (Did not start)                |   |                                      |
| Recorde nacional      | Recorde nacional (National record)           | Recorde europeu       | Recorde europeu (European)            | DNF                        | Não terminou (Did not finish)             |   |                                      |
| Recorde pessoal       | Recorde pessoal do atleta (Personal best)    | Recorde da Oceania    | Recorde da Oceania (Oceania)          | DSQ / DQ                   | Desclassificado (Disqualified)            |   |                                      |
| Recorde da temporada  | Recorde da temporada do atleta (Season best) | Recorde sul-americano | Recorde sul-americano (South America) | NM                         | Sem marca (No mark)                       |   |                                      |